# Mucizija
Mucizija (lat. Mutisia), rod glavočika iz potporodice  Mutisioideae, dio tribusa Mutisieae. Postoji preko 60 vrsta koje rastu po Južnoj Americi.

## Vrste
1. Mutisia acerosa Poepp. ex Less.
2. Mutisia acuminata Ruiz & Pav.
3. Mutisia alata Hieron.
4. Mutisia anderssonii Sodiro ex Hieron.
5. Mutisia araucana Phil.
6. Mutisia arequipensis Cabrera
7. Mutisia brachyantha Phil.
8. Mutisia burkartii Cabrera
9. Mutisia campanulata Less.
10. Mutisia cana Poepp. & Endl.
11. Mutisia castellanosii Cabrera
12. Mutisia clematis L.f.
13. Mutisia coccinea A.St.-Hil.
14. Mutisia cochabambensis Hieron.
15. Mutisia comptoniifolia Rusby
16. Mutisia decurrens Cav.
17. Mutisia discoidea Harling
18. Mutisia friesiana Cabrera
19. Mutisia glabrata Cuatrec.
20. Mutisia grandiflora Bonpl.
21. Mutisia hamata Reiche
22. Mutisia hastata Cav.
23. Mutisia hieronymi Sodiro ex Cabrera
24. Mutisia homoeantha Wedd.
25. Mutisia ilicifolia Cav.
26. Mutisia intermedia Hieron.
27. Mutisia involucrata Phil.
28. Mutisia kurtzii R.E.Fr.
29. Mutisia lanata Ruiz & Pav.
30. Mutisia lanigera Wedd.
31. Mutisia latifolia D.Don
32. Mutisia ledifolia Decne. ex Wedd.
33. Mutisia lehmannii Hieron.
34. Mutisia linearifolia Cav.
35. Mutisia linifolia Hook.
36. Mutisia lutzii G.M.Barroso
37. Mutisia macrophylla Phil.
38. Mutisia magnifica C.Ulloa & P.Jørg.
39. Mutisia mandoniana Wedd. ex Cabrera
40. Mutisia mathewsii Hook. & Arn.
41. Mutisia microcephala Sodiro ex Cabrera
42. Mutisia microneura Cuatrec.
43. Mutisia microphylla Willd. ex DC.
44. Mutisia ochroleuca Cuatrec.
45. Mutisia oligodon Poepp. & Endl.
46. Mutisia orbignyana Wedd.
47. Mutisia pulcherrima Muschl.
48. Mutisia rauhii Ferreyra
49. Mutisia retrorsa Cav.
50. Mutisia rimbachii Sodiro ex S.K.Harris
51. Mutisia rosea Poepp. ex Less.
52. Mutisia saltensis Cabrera
53. Mutisia sinuata Cav.
54. Mutisia sodiroi Hieron.
55. Mutisia speciosa Aiton ex Hook.
56. Mutisia spectabilis Phil.
57. Mutisia spinosa Ruiz & Pav.
58. Mutisia splendens Renjifo
59. Mutisia stuebelii Hieron.
60. Mutisia subspinosa Cav.
61. Mutisia subulata Ruiz & Pav.
62. Mutisia tridens Poepp. ex Less.
63. Mutisia venusta S.F.Blake
64. Mutisia vicia J.Kost.
65. Mutisia wurdackii Cabrera

- Mutisia grandiflora
- Mutisia subulata